# Wilhelm Karl Reinhold von Beckendorff
Wilhelm Karl Reinhold von Beckendorff (* 17. Februar 1769 in Stevelin; † 7. April 1845 in Salzwedel) war ein preußischer Generalmajor und 2. Kommandant der Festung Magdeburg.

## Leben

### Herkunft
Seine Eltern waren Karl von Beckendorff und dessen Ehefrau Antoniette Charlotta, geborene von Zülich (1726–1808). Der Vater war braunschweigischer Kapitän a. D. und Herr auf Stevelin.

### Militärkarriere
Am 6. September 1785 kam Beckendorff als Gefreitenkorporal in das Infanterieregiment „von Anhalt“ der Preußischen Armee und avancierte bis Februar 1789 zum Sekondeleutnant. Bereits seit 1787 war er Adjutant des II. Bataillons, im Jahr 1798 wurde er zum Regimentsadjutanten ernannt. Am 29. Oktober 1799 wurde er Premierleutnant und am 25. Januar 1805 Stabskapitän. Während des Vierten Koalitionskrieges kämpfte Beckendorff in der Schlacht bei Preußisch Eylau sowie den Gefechten bei Soldau, Gollau, an der Passarge und Königsberg. Für Preußisch Eylau erhielt er den russischen Sankt-Stanislaus-Orden II. Klasse und am 2. Dezember 1807 den Orden Pour le Mérite.
Nach dem Frieden von Tilsit kam er am 4. November 1808 als Kapitän und Kompaniechef in das 1. Ostpreußische Infanterie-Regiment. Am 25. Oktober 1810 wurde er als Major dem 3. Ostpreußische Infanterie-Regiment aggregiert. Am 23. März 1811 kam er als Kommandeur des Füsilier-Bataillons in das 2. Ostpreußische Infanterie-Regiments. Bereits am 10. April 1811 erfolgte seine Rückversetzung in das 3. Ostpreußische Infanterie-Regiment. Im Feldzug von 1812 in Kurland kämpfte er in den Gefechten bei Dahlenkirchen, Timotzana, Eckau, Schlackhof und Ruhenthal.
Während der Befreiungskriege nahm Beckendorff an den Gefechten bei Möckern, Halle und Magdeburg, Luckau sowie der Belagerung von Stettin teil. Er erwarb sich in der Schlacht bei Großbeeren das Eiserne Kreuz II. Klasse und den Schwertorden II. Klasse. Für Dennewitz erhielt Beckendorff das Eiserne Kreuz I. Klasse. In der Völkerschlacht bei Leipzig erwarb er sich den Orden des Heiligen Wladimir IV. Klasse. Am 27. Dezember 1813 wurde er mit der Führung des 2. Kurmärkischen Landwehr-Regiments beauftragt und am 31. Mai 1815 zum Oberstleutnant befördert. Im Sommerfeldzug von 1815 kämpfte er in den Schlachten bei Ligny und Belle Alliance. In Belle Alliance wurde er verwundet und verlor drei Finger der rechten Hand. Beckendorff erhielt den Orden der Heiligen Anna II. Klasse.
Nach dem Krieg kam er am 16. Februar 1816 als 2. Kommandant nach Magdeburg und erhielt Anfang März 1816 sechs Wochen Urlaub, um seine Verwundungen zu kurieren. Am 30. März 1818 wurde er mit Patent vom 8. April 1818 zum Oberst befördert. Im Jahr 1825 erhielt er das Dienstkreuz. Unter Verleihung des Charakters als Generalmajor wurde Beckendorff am 20. März 1834 mit einer jährlichen Pension von 1750 Talern in den Ruhestand versetzt. Er starb am 7. April 1845 in Salzwedel.

### Familie
Beckendorff heiratete am 24. September 1798 in Sültz (Mecklenburg) Sophie Christine Antoinette Freiin von Zülich (* 1770; † 11. Dezember 1837). Das Paar hatte einen Sohn:
- Wilhelm Franz Christian Leopold Gustav Heinrich (* 28. August 1801; † 1858[7]), Sekondeleutnant a. D., Kreiskassenrendant (Rechnungsführer) in Salzwedel ⚭ Carolina von Mevius (* 1806)[8]